# Gabriel Rzączyński
Gabriel Rzączyński SJ, herbu Ślepowron (ur. 6 lipca 1664 na Podlasiu, zm. 12 listopada 1737 w Gdańsku) – polski jezuita, fizjograf, przyrodnik, wierszopisarz, prekursor zoologii w Polsce.

## Życiorys
Urodził się na Podlasiu. W roku 1682 wstąpił do zakonu jezuitów. W latach 1687–1691 uczył gramatyki i poetyki w Lublinie i Lwowie. W latach 1692–1696 odbył studia teologiczne w Krakowie. Na przełomie wieków XVII i XVIII (w latach 1697-1708) uczył retoryki w Toruniu, Lublinie i Poznaniu, zaś do roku 1710 filozofii w Łucku. Przez kilka następnych lat (do roku 1717) przebywał we Lwowie, gdzie wykładał filozofię, teologię moralną, sprawując jednocześnie funkcję prefekta nauk. W kolejnych latach był prefektem szkół gdańskich, następnie pełnił funkcję regensa seminarium w Sandomierzu, a w latach 1721-1724 rektora w Ostrogu. W latach 1725–1737 był spowiednikiem w kolegium na Starych Szkotach. Zmarł 12 listopada roku 1737 w Gdańsku.

## Twórczość
Wiele podróżował po kraju i jego najważniejszym dziełem jest Historia naturalis curiosa Regni Poloniae, Magni Ducatus Lithuaniae XX divisa wydana w roku 1721 w Sandomierzu. Rozwinięciem tego dzieła jest Auctuarium historiae naturalis wydane w Gdańsku u J. J. Preussa w roku 1736. Dwa następne „rzuty” tego dzieła pojawiły się z datami 1742 i 1745, już po śmierci autora. 
Publikacje przyrodnicze Rzączyńskiego znalazły się w bibliotekach prywatnych licznych naturalistów z epoki, m.in. Karola Linneusza, Hansa Sloane'a i Johanna Jakoba Scheuchzera. 
Rzączyński pisał swoje dzieła tylko po łacinie, uwzględniając przyrodę martwą i żywą, a szczególnie opisywał rzeczy mu niezwykłe i interesujące. Oprócz opisów zwierząt (szczególnie ptaków i owadów), roślin opisywał również krainy, góry, rzeki, morza, minerały, zioła oraz choroby i budowę ciała człowieka. Spośród ptaków opisał i wymienił ponad 100 gatunków. Dla każdego gatunku podaje krótki, trafny opis. Jego prace wyróżniają się niezwykłą starannością i drobiazgowością, lecz nie są one wolne od ówczesnych przesądów i błędów. (...) legendy i naiwne przekazy rękopiśmienne sąsiadują tam z wartościowymi wiadomościami uzyskanymi z autopsji przez samego ojca Gabriela lub przez wiarygodnych naturalistów (szczególnie gdańskich) owej epoki.
Dzieło Rzączyńskiego jest nie tyle dziełem naukowym, co raczej kompilacją opisów z różnych źródeł. Opisy ptaków odbiegały swoją jasnością i trafnością od opisów ptaków dokonanych przez Mateusza Cygańskiego, który będąc myśliwym odznaczał się większym doświadczeniem i trafniejszymi obserwacjami. Z pewnością Gabriel Rzączyński wniósł do polskiej ornitologii wiele wkładu, lecz jego prace w chwili obecnej uznawać można za ciekawe zabytki przeszłości o znacznych wartościach historycznych, jednakże wpływu na stan obecnej nauki one nie mają. Na jego dziełach kończy się pierwszy okres ornitologii polskiej. W okresach następnych żyli i tworzyli uczeni, których prace znamy o wiele lepiej, a których dzieła cytujemy jeszcze dzisiaj.

### Ważniejsze dzieła
- Gemmae antiquiorum quinquaginta et trium poetarum, stemmatibus Polonorum omnibus, Poznań 1700[5], wyd. następne: wyd. 2 pt. Gemmae antiquiorum sexaginta poetarum, stemmatibus Polonorum omnibus, Poznań 1702; wyd. 3 pt. Armamentarium Regni Poloniae seu Gentilitia nobilitatis Lechicae, Magnique Ducatus Lituaniae arma, Poznań 1715
- Fortuna campi-domina in gentilitio campo virtutibus, meritis, fama, gloria fertili (Poznań) 1712[6]
- Historia naturalis curiosa Regni Poloniae, Magni Ducatus Lituaniae annexarumque provinciarum in tractatus XX divisa, Sandomierz 1721 (dostępna kopia cyfrowa) ; cz. 2 pt. Auctarium historiae naturalis Regni Poloniae Magnique Ducatus Lituaniae annexarumque provinciarum in puncta XX, brak miejsca wydania (powinno być: J. J. Preuss, Gdańsk 1736[4]); wyd. tytułowe cz. 2, Gdańsk 1745